# Chengyuan
Chengyuan (kinesiska: 澄源) är en socken i sydöstra Kina. Den ligger i Zhenghe härad i staden Nanping i provinsen Fujian, omkring 140 kilometer norr om provinshuvudstaden Fuzhou. Antalet invånare är 14 754. Befolkningen består av 6 926 kvinnor och 7 828 män. Barn under 15 år utgör 17,0 %, vuxna 15-64 år 70 %, och äldre över 65 år 12,0 %.